# Егоров, Иван Николаевич
Иван Николаевич Егоров (род. 18 июня 2005, Пермь, Россия) — российский профессиональный баскетболист, играющий на позиции разыгрывающего защитника.

## Карьера
Воспитанник пермской спортивной школы «Олимпиец».
С 2023 г. выступает за пермскую «Парму».
Вызывался в молодежную сборную России U20.